# أنجيليك كيدجو
أنجيليك كيدجو (بالفرنسية: Angélique Kidjo) ولدت في 14 يوليو 1960 في بنين ، مغنية وكاتبة كلمات تحمل الجنسيتين البنينية والفرنسية. فازت بجائزة غرامي عن صنف موسيقى العالم مرتين: الأولى سنة 2008 و الثانية في 2015.

## روابط خارجية
- أنجيليك كيدجو على موقع IMDb (الإنجليزية)
- أنجيليك كيدجو على موقع الموسوعة البريطانية (الإنجليزية)
- أنجيليك كيدجو على موقع ألو سيني (الفرنسية)
- أنجيليك كيدجو على موقع ميوزك برينز (الإنجليزية)
- أنجيليك كيدجو على موقع أول ميوزيك (الإنجليزية)
- أنجيليك كيدجو على موقع ديسكوغز (الإنجليزية)
- أنجيليك كيدجو على موقع قاعدة بيانات الفيلم (الإنجليزية)